# ゾディアック・エアロスペース
ゾディアック・エアロスペース (Zodiac Aerospace) は、フランスの航空機器、エアバッグ、プール、インフレータブルボートなどのメーカー。航空機用シートの世界最大手として製造を続けてきたが、2018年2月、サフラングループによる買収が完了し、同社の一部門となった。
また、エンジン付き高性能インフレータブルボートがゾディアックボートと呼ばれることがある。